# أولبيا كالسيو 1905
أولبيا كالسيو 1905 هو نادي كرة قدم إيطالي أٌسس عام 1906. يلعب النادي في الدوري الإيطالي الدرجة الرابعة.